# Kajazoun Gyurjian
Kajazoun Gyurjyan (en armenio: Քաջազուն Գյուրջյան; Vostan, RSS de Armenia, República Socialista Federativa Soviética de Transcaucasia, 1 de enero de 1923 – Artashat, 13 de febrero de 2022) fue un actor de teatro armenio.

## Biografía
Nació en Vostan, Región de Artashat, y se graduó en una escuela secundaria local. Entre 1941 y 1972 trabajó como actor en el Teatro Estatal Amo Kharazyan en Artashat, entre 1974 y 1985 trabajó en el Teatro de Audiencia Joven de Ereván, y desde 1995 trabajo en el Teatro Estatal de Comedia Musical Hakob Paronyan.
Murió en Artashat el 13 de febrero de 2022, a los 99 años.

## Premios
- Artista de Honor en la RSS de Armenia.
- Medalla de 1.º Grado por Servicios a la Patria (2013)[4]